# Calle de la Escuela (Sagunto)
La calle de la Escuela es una vía pública de la ciudad española de Sagunto.

## Descripción
La vía discurre desde la calle del Teatro Romano hasta la de Alcoy. Aparece descrita en el Nomenclator de las calles, plazas y puertas antiguas y modernas de la ciudad de Sagunto (1901) de Antonio Chabret y Fraga con las siguientes palabras:

Escuela (calle de la). Tiene un extremo en la calle del Sagrario y otro en la de Tras-Escuela. Este nombre es muy antiguo, pues ya en 1531, Pedro Ramo tenía unas casas situadas en la parroquia de Santa María, que lindaban con la calle de la Escuela (carrer de la Scola), y es de creer que en siglos anteriores estuviera en el mismo sitio el edificio llamado la scola que dió nombre á la calle, que está junto al Calvario, dividido en dos casas con los núms. 1 y 3. En esta escuela se enseñaba latín y humanidades hasta la época de la exclaustración. En 1609, era mestre del studi de Gramática de la Villa, mosén Joan Bautista Miralles, presbítero, y cobraba por su salario cada trimestre, veintitrés libras, seis sueldos y ocho dineros. Con posterioridad eran profesores de las aulas, como entonces se llamaban, los frailes del Convento de San Francisco, según hemos oído referir á los que estudiaron en ellas en el primer tercio del siglo que va á expirar. En el libre de Capbreus mija, fol. 243, existente en el Archivo parroquial de Santa María, se citan unas casas que se denominaban en 1505 los studis nous, (estudios ó escuelas nuevas), que por los lindes debieron estar situados en la fila de casas pegadas al muro de la calle Mayor, desde la porta nova á la casa de los diezmos. Dice así la cita: unes casas posades en la parroquia de Sent Johan confronten ab lo mur de la vila e ab cases juntes que son los studis nous. Después de la exclaustración, se destinó el local de las aulas para academia de música, y ahora se han construído dos casas en sus solares.
(Chabret y Fraga, 1901, p. 55)